# Alicia FitzRoy
Alice FitzRoy (también Alix o Aline) (m. antes de 1141) fue una hija ilegítima que el rey Enrique I de Inglaterra tuvo con una de sus muchas amantes. Contrajo matrimonio con Matthieu I de Montmorency y tuvo la siguiente descendencia: 
- Enrique, que murió joven antes del año 1160.
- Bouchard V de Montmorency (m. 1189, Jerusalén), que en 1173 se casó con Laurette de Henao (m. 9 de agosto de 1181), hija del conde Balduino IV de Henao.[1] Tuvieron un hijo, Matías II de Montmorency, apodado el Grande.
- Teobaldo de Montmorency, señor de Marly. Marchó a las cruzadas en 1173. Murió después del año 1189 como monje del Císter.
- Hervé de Montmorency, abad de Saint-Martin de Montmorency y, posteriormente, diácono de la Iglesia y decano de París antes de su muerte en 1192.
- Matías de Montmorency (m. 1204, Constantinopla), que heredó el señorío de su hermano Teobaldo.

Alice falleció antes del año 1141. Su marido, Matías, se casó con Adela de Saboya, la viuda de Luis VI de Francia.